# Mariana Mazzucato
Mariana Mazzucato (Roma, 16 giugno 1968) è un'economista italiana con cittadinanza statunitense.

## Biografia
I genitori della Mazzucato, Ernesto e Alessandra, si trasferiscono nel 1972 a Princeton, nel New Jersey, con i loro tre figli piccoli, Valentina, Mariana e Jacopo dopo che Ernesto ha accettato un incarico come fisico presso il Plasma Physics Laboratory della locale università. Mariana Mazzucato si diploma alla Princeton High School nel 1986, quindi dopo la laurea in storia e relazioni internazionali presso l'università Tufts nel 1990, consegue un master in economia alla New School for Social Research (NSSR) nel 1994 e un dottorato, sempre in economia, alla New School nel 1999.
Dal 1995 al 1997 è professoressa aggiunta di economia all'università di New York, nel 1997 diventa docente di economia all'Università di Denver nel 1997, tra il 1998 e il 1999 è ricercatrice post-dottorato Marie Curie Research presso la London Business School dove lavora e pubblica articoli con Paul Geroski (ex preside della London Business School). Entra poi a far parte del Dipartimento di Economia della Open University, diventando professoressa ordinaria nel 2005 prima di fondare e dirigere il centro di ricerca Innovazione, Conoscenza e Sviluppo. Dal 2008 al 2010 è visiting professor presso l'Università Bocconi, dal 2010 al 2013 lo è all'Università di Edimburgo, nel 2014 presso l'Università della Tecnologia di Sydney.
Tra il 2011 e il 2017 ha la cattedra RM Phillips in Economics of Innovation in SPRU, l'Università del Sussex. Nel 2017 la Mazzucato diventa professoressa dell'University College London in Economia dell'innovazione e del valore pubblico ed è la fondatrice-direttrice dell'Institute for Innovation and Public Purpose (IIPP).
Nel marzo 2020 viene nominata come Consigliera economica del Presidente del Consiglio Conte e, subito dopo, Consigliere di Amministrazione di ENEL. 
Nell'aprile del 2020 viene nominata nell'unità operativa istituita dal Presidente del Consiglio Giuseppe Conte e meglio conosciuta come "Piano Colao" per lavorare alle misure della cosiddetta "Fase 2" per la ricostruzione economica e sociale del Paese.
Il 15 ottobre 2022 è nominata membro della Pontificia Accademia per la Vita, cosa che ha dato adito a polemiche per le sue posizioni favorevoli all'interruzione volontaria della gravidanza.

## Vita privata
Mazzucato è sposata con Carlo Cresto-Dina, un produttore cinematografico italiano fondatore della casa di produzione Tempesta. Hanno quattro figli.

## Opere
- Lo Stato innovatore, Roma-Bari, Laterza, 2014.
- Ripensare il capitalismo, Michael Jacobs, Roma-Bari, Laterza, 2017.
- Il valore di tutto. Chi lo produce e chi lo sottrae nell'economia globale, Roma-Bari, Laterza, 2018.
- Non sprechiamo questa crisi, Roma-Bari, Laterza, 2020.
- Missione economia – Una guida per cambiare il capitalismo, Bari-Roma, Laterza, 2021, ISBN 978-88-581-4054-3.
- Il grande imbroglio. Come le società di consulenza indeboliscono le imprese, infantilizzano i governi e distorcono l'economia, Roma, Laterza, 2023, ISBN 9788858150627.

## Premi e riconoscimenti
- Nel 2003 il libro Entrepreneurial State della Mazzucato entra nella selezione dei libri dell'anno del Financial Times. Il libro le è valso anche il New Statesman / SPERI Prize in Political Economy l'anno successivo.[3]
- Nel 2004 è nominata per l'IPEG Book Prize e l'Industry & Innovation DRUID Award per il suo libro sui ruoli dello stato nella politica pubblica e innovazione. Nello stesso anno la traduzione tedesca del suo libro Das Kapital Des Staates è selezionata per il premio del libro tedesco Deutscher Wirtschaftsbuchpreis.
- Nel 2015 le è assegnato il premio del libro tedesco Hans Matthöfer dalla fondazione politica tedesca Friedrich Ebert Foundation.
- Ha ricevuto nel 2016 il Doctor Honoris Causa Award dalla National University di San Martín e dalla Simon Fraser University. Nel 2017 lo ha ricevuto dalla Hasselt University.
- Nel 2018 la sua ricerca concentrata su come i governi promuovono l'innovazione le è valso il Premio Leontief per l'avanzamento delle frontiere del pensiero economico[7].
- Nel 2019 le è assegnato il premio Madame de Staël per i valori culturali di All European Academies e per i suoi contributi sui ruoli dei governi nella promozione dell'innovazione[7].
- Nel 2020 ottiene il John Von Neumann Award[7].